# Kasteel van Lilare

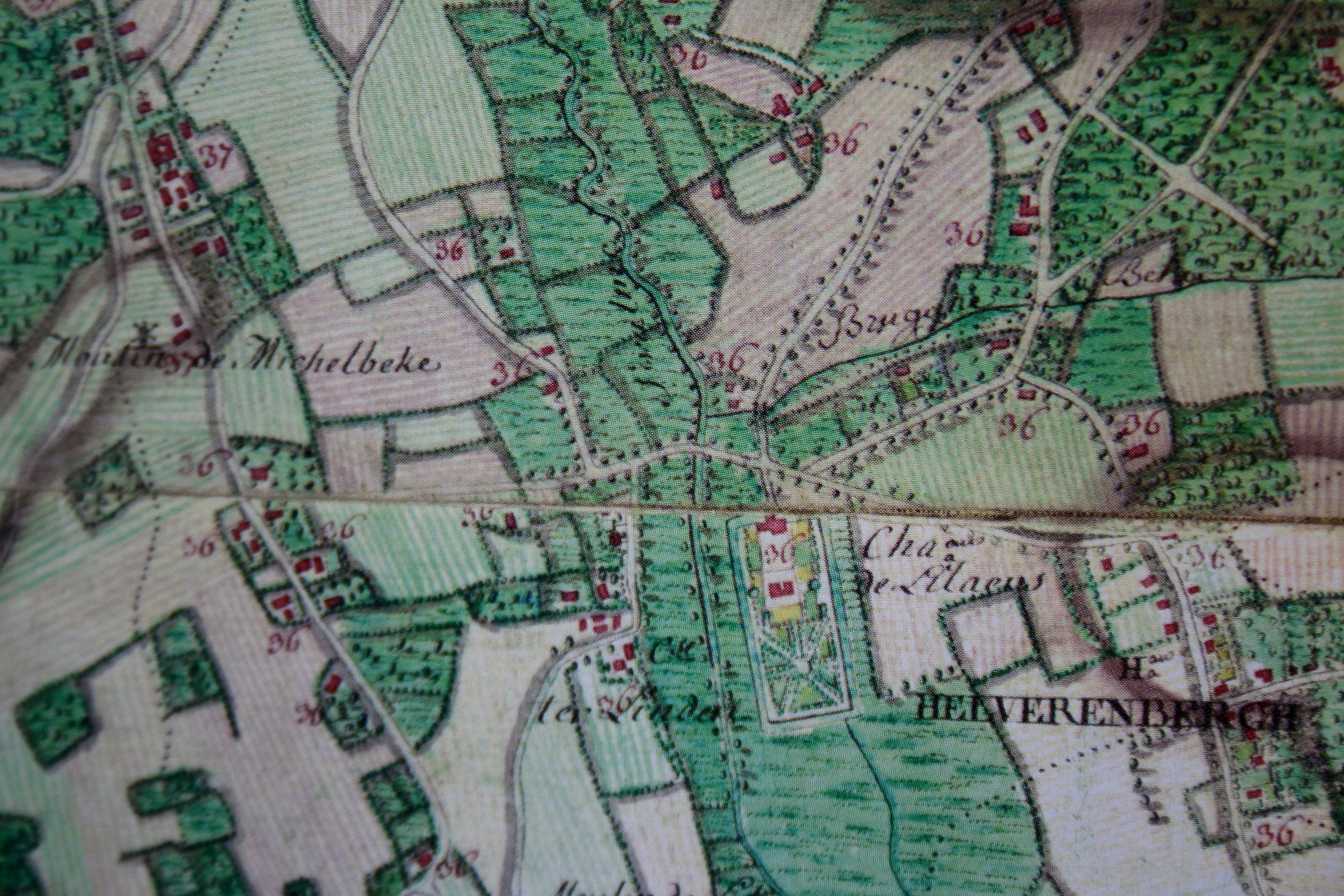
Kasteel van Lilare op de Ferrariskaart

Het Kasteel van Lilare (soms ook kasteel Norman of kasteel van Oudenhove genoemd) is een kasteel in Sint-Maria-Oudenhove, een deelgemeente van de Belgische gemeente Brakel. Het gerestaureerde poortgebouw is 15e-eeuws en draagt de wapenschilden van Pieter Frans Blondel, baron van Oudenhove, en Idesberga Blondel, zijn echtgenote. Het 18e-eeuwse kasteel is een overblijfsel van de heerlijkheid Lilare die reeds in de 12e eeuw werd vermeld en in het bezit is geweest van de families van Lilare, van Herzele, van Egmont, Blondel, van Norman, Mathot en Le Mesre de Pas. De heerlijkheid Lilare was een leengoed dat werd gehouden van de Heren van Zottegem.
In 1933 werd het kasteel aangekocht door de Zusters van Sint-Franciscus van Opbrakel. In de gebouwen zit sinds 1938 het Sint-Franciscusinstituut, een middelbare school met internaat. In 1959 werden de paviljoenen van de Union Minière du Haut-Katanga op de Expo 58 aangekocht en deden dan dienst als klaslokalen en slaapzalen voor de leerlingen. Sinds 1980 is het poortgebouw beschermd als monument. In 2021 werden subsidies vrijgemaakt voor restauratie.
In het kasteel is een klooster en kapel ondergebracht en een deel van de school. Het oude poortgebouw fungeert als economaat van de Zusters van Sint-Franciscus van Opbrakel.

## Kunst
In het kasteel van Lilare bevinden zich enkele kunstobjecten waaronder:
- Een "moederschap" en een "zelfgave" van Felix De Boeck
- Een ruime collectie van 18e en 19e-eeuwse Russische iconen.
- Een gotisch Mariabeeld uit de 13e eeuw

## Afbeeldingen

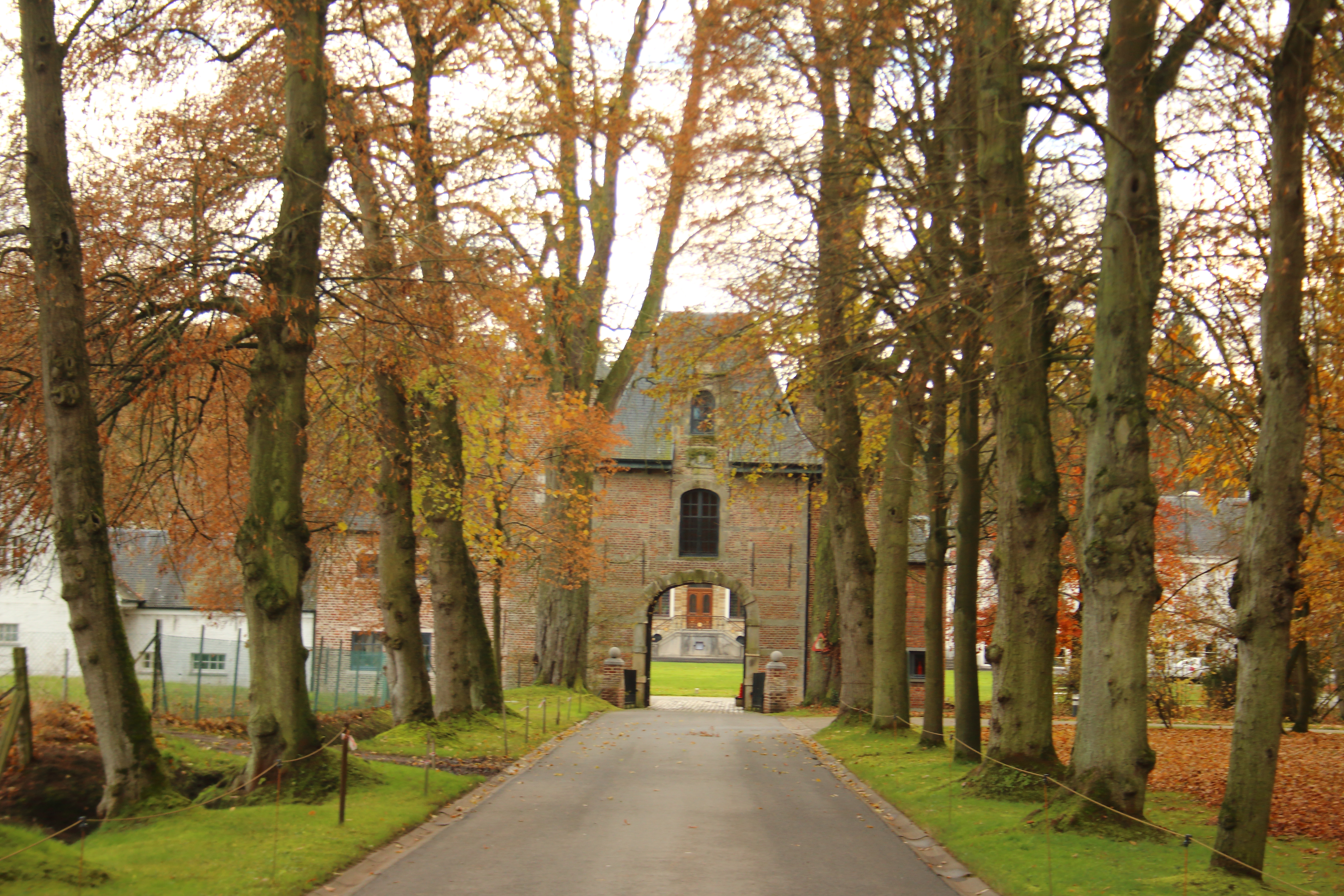
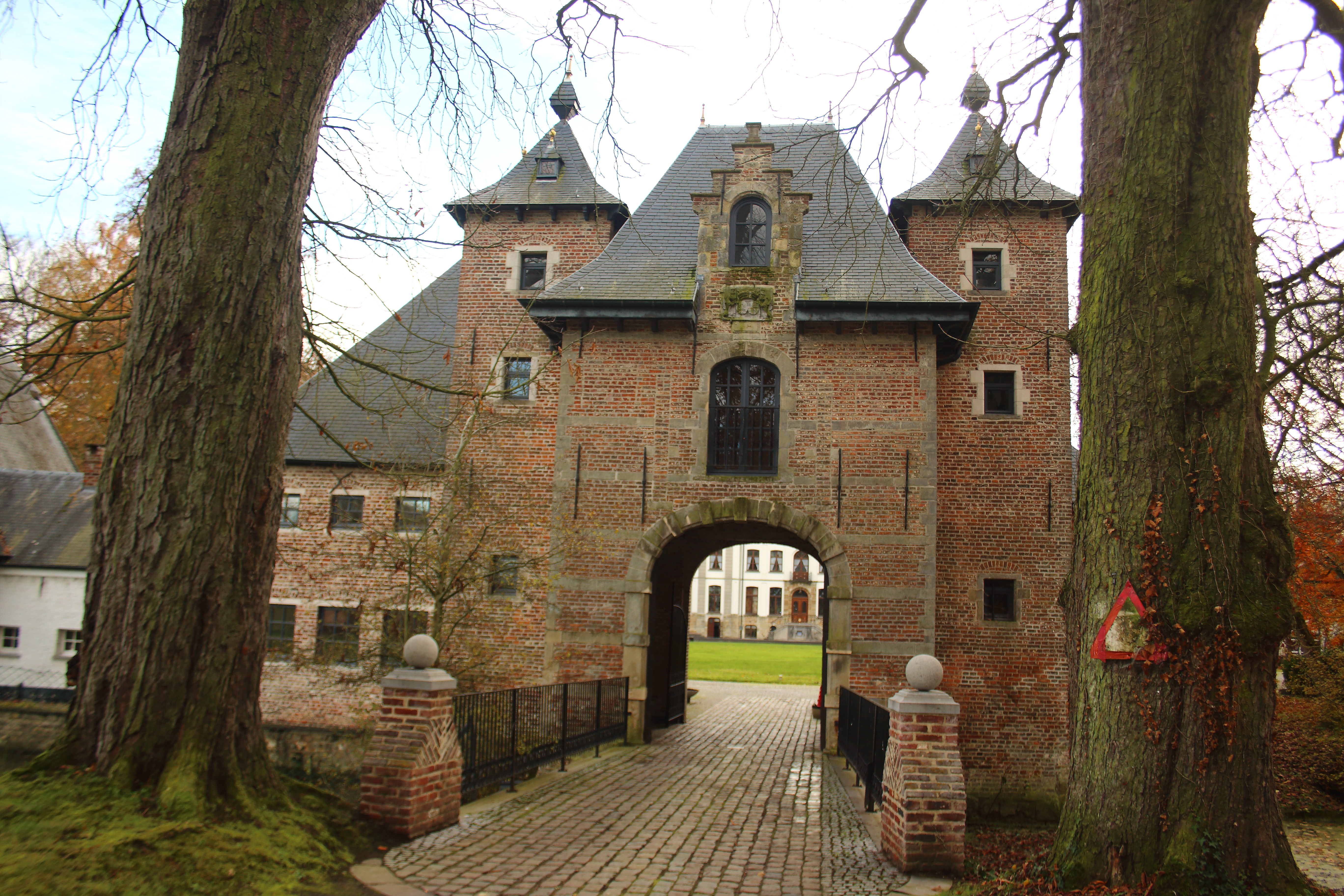
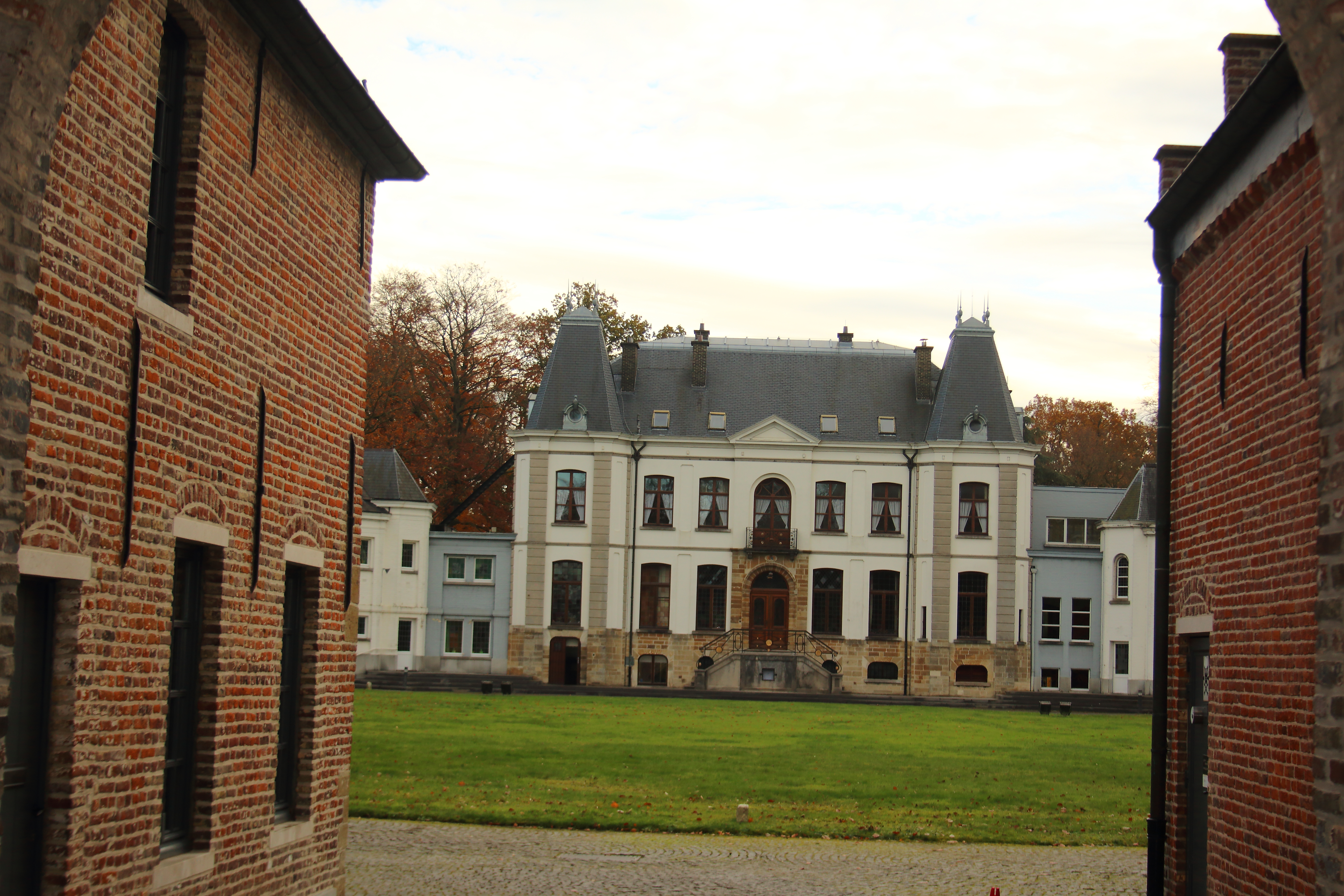